# Mùa Vọng

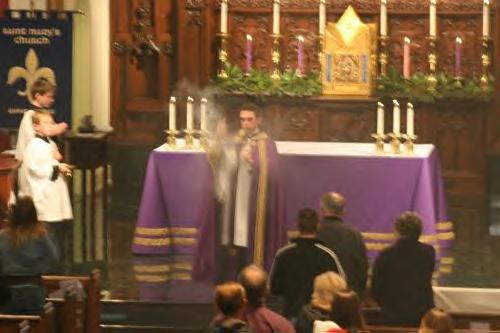
Bàn thờ phụng vụ Mùa Vọng, với màu tím chủ đạo

Mùa Vọng (còn gọi là Mùa Áp-ven-tồ, tiếng Anh: Advent, tiếng Latinh: Adventus) là khoảng thời gian bốn tuần lễ trước Lễ Giáng Sinh. Chủ đề chính của Mùa Vọng là chuẩn bị để kỷ niệm Sự Giáng Sinh của Chúa Giêsu. Mùa Vọng thường kéo dài từ 22 đến 28 ngày, trong đó có bốn Chúa Nhật bắt đầu từ Chúa Nhật thứ nhất của Mùa Vọng và kết thúc trước Lễ vọng Giáng Sinh chiều ngày 24/12. Chúa Nhật thứ nhất Mùa Vọng cũng là thời điểm bắt đầu của Lịch phụng vụ Công giáo, thường rơi vào các ngày sớm nhất là ngày 27 tháng 11 và trễ nhất là ngày 3 tháng 12.
Theo quan điểm của Kitô giáo, Mùa Vọng theo tiếng Việt có nghĩa là "sự trông chờ", "sự hy vọng" và Mùa Vọng cũng là mùa đầu tiên của năm phụng vụ. Chủ đề chính của Mùa Vọng là sự chuẩn bị mừng ngày Giáng sinh của Chúa Giêsu năm xưa, tuy nhiên, học thuyết thánh kinh hiện đại cho rằng đây là sự chuẩn bị tâm linh nhằm hướng đến cuộc trở lại để phán xét thế gian của Giêsu trong tương lai. Bầu không khí của Mùa Vọng không buồn bã như trong Mùa Chay nhưng được liệu sao để không đi trước niềm vui tột độ của Lễ Giáng Sinh sau đó. Bằng nhiều hình thức, có thể là bốn vòng hoa hay bốn ngọn nến, nhiều nơi sử dụng nó để đánh dấu thời gian cho bốn tuần của Mùa Vọng với ý nghĩa tượng trưng: "Hy vọng", "Tin tưởng", "Niềm vui" và "Tình yêu". Màu lễ phục truyền thống trong Mùa Vọng là màu tím nhưng vào Chúa Nhật thứ ba của Mùa Vọng (Chúa nhật Mừng Vui) thì màu lễ phục được dùng là màu hồng thay vì màu tím và Chúa Nhật đó được gọi là "Chúa Nhật Hồng".

## Lịch sử

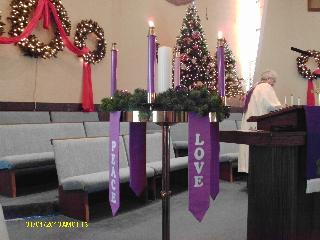

Nguyên thủy mùa Vọng kéo dài 6 tuần, cho đến khi Giáo hoàng Grêgôriô I của Giáo hội Công giáo Rôma trong thế kỷ 7 ấn định là 4 tuần, tượng trưng cho 4 ngàn năm loài người phải chờ đợi Đấng cứu thế, kể từ khi Adam và Eva phạm tội ăn trái cấm. Trước đây, thời kỳ này cũng là Mùa Chay, kéo dài từ ngày 11 tháng 11 đến ngày 6 tháng 1 (Lễ Hiển linh, cũng là ngày cuối trước khi Chúa Giáng sinh vào ngày 7 tháng 1 theo Lịch Julius cũ), trong thời gian này tín hữu Công giáo phải tránh những cuộc vui, khiêu vũ và đám cưới náo nhiệt.
Chính Thống giáo Đông phương cho đến nay vẫn gọi mùa này là mùa Chay, bắt đầu từ ngày 15 tháng 11 cho đến 24 tháng 12 (thường là theo Lịch Julius), họ gọi thời gian này là Mùa chay Giáng sinh hay là Mùa Chay Philip (theo tên vị Thánh tông đồ Philippus). Lịch Phụng vụ Chính thống giáo cũng không bắt đầu từ Chủ nhật đầu tiên của Mùa Vọng, mà từ ngày 1 tháng 9.

## Vòng lá mùa Vọng

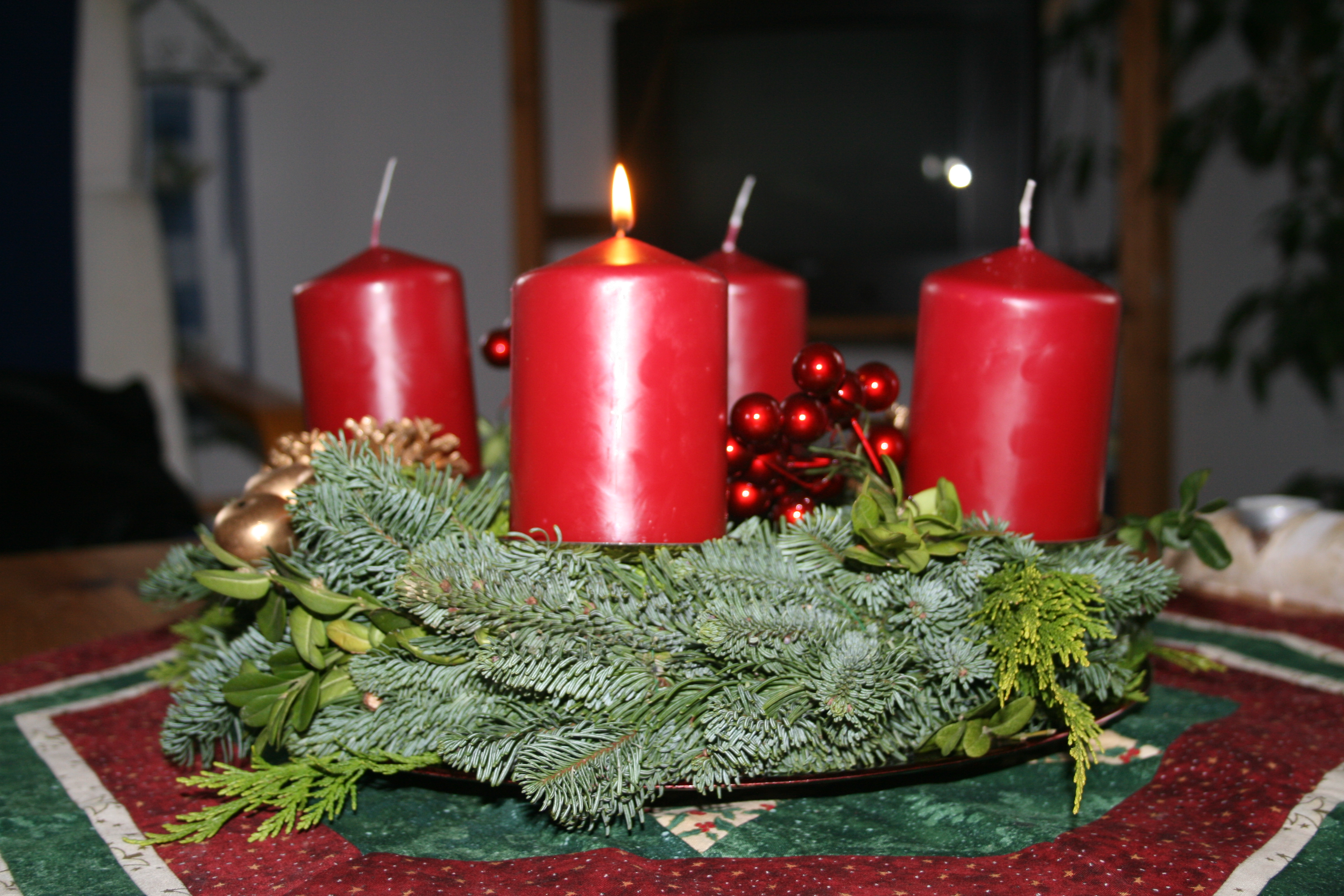
Vòng lá mùa Vọng, tuần đầu tiên

Vòng lá mùa Vọng là vòng tròn kết bằng cành lá xanh thường được đặt trên bàn hay treo lên cao để mọi người trông thấy, trong 4 tuần Mùa Vọng. Cây xanh thường được trang hoàng trong các bữa tiệc của dịp Đông chí - dấu hiệu của mùa đông sắp kết thúc. Trên vòng lá đặt 4 cây nến. Tục lệ này khởi xướng bởi các tín hữu Giáo hội Luther ở Đức vào năm 1839 với 24 cây nến gồm 20 nến đỏ và 4 nến trắng, cứ mỗi ngày gần Giáng sinh được đốt thêm một cây nến.
Vòng lá có hình tròn nói lên tính cách vĩnh hằng và tình yêu thương vô tận của Thiên Chúa. Màu xanh lá nói lên hy vọng rằng Đấng Cứu Thế sẽ đến cứu con người. 4 cây nến bao gồm ba cây màu tím - màu của Mùa Vọng, cây thứ 4 là màu hồng, là màu của Chúa Nhật thứ ba của mùa Vọng, hay còn gọi là Chúa nhật Vui mừng (Gaudete Sunday). Hoặc 4 cây nến đỏ, cứ mỗi tuần mùa Vọng đốt 1 cây nến.

## Lịch Mùa Vọng

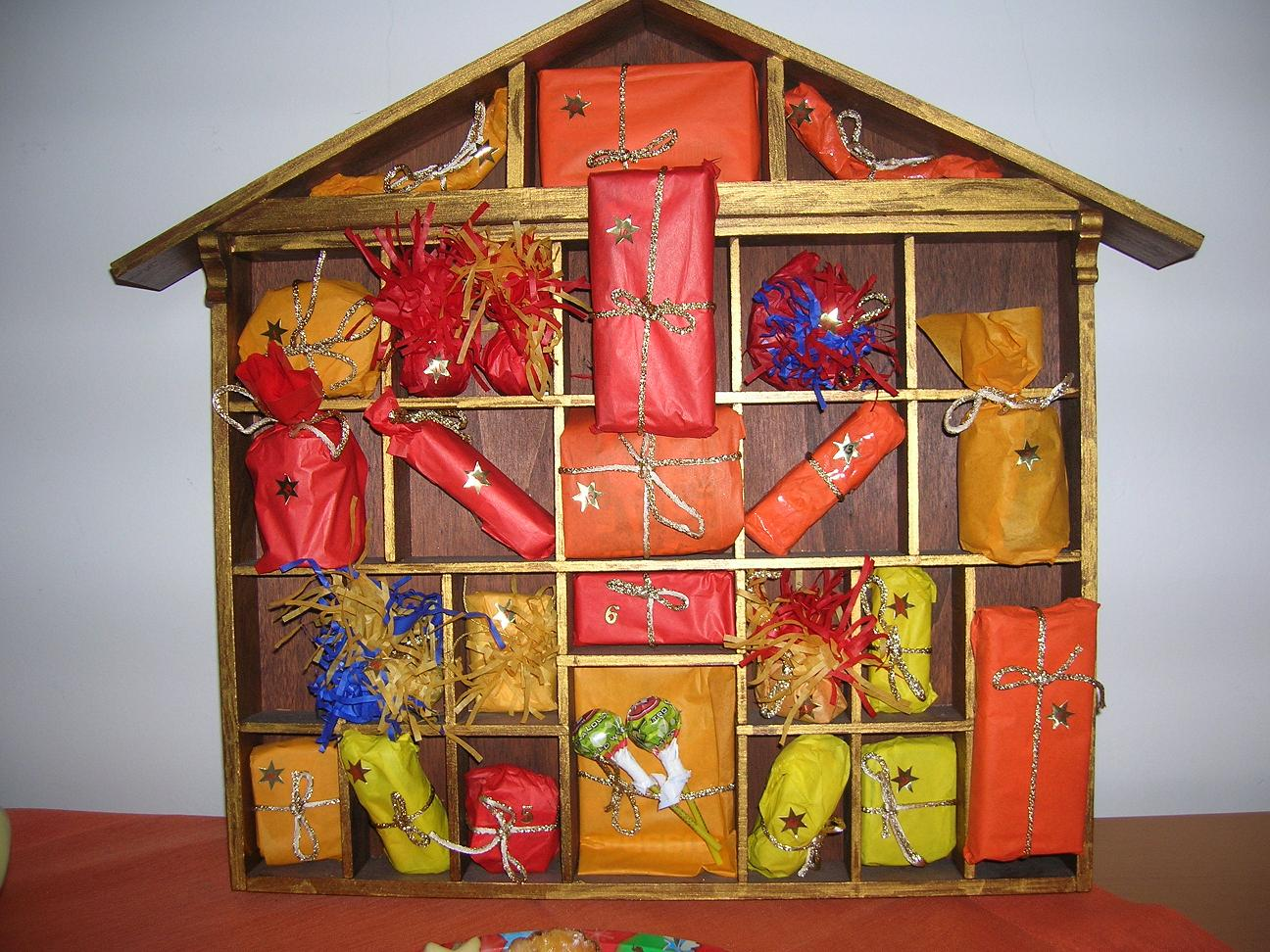
Lịch Mùa Vọng tự làm, với những gói quà

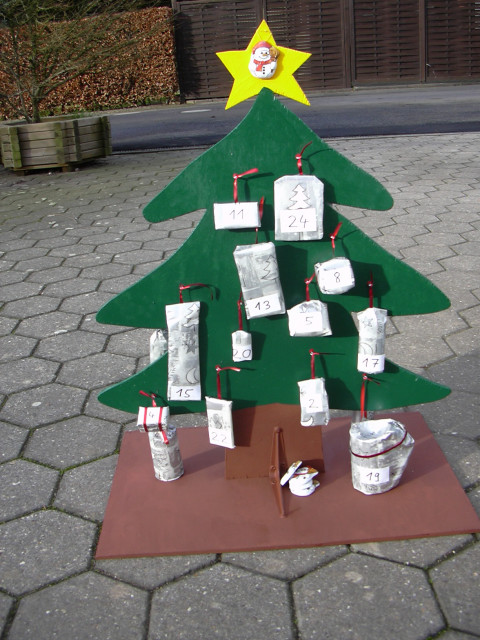
Lịch Mùa Vọng do trẻ em tự làm

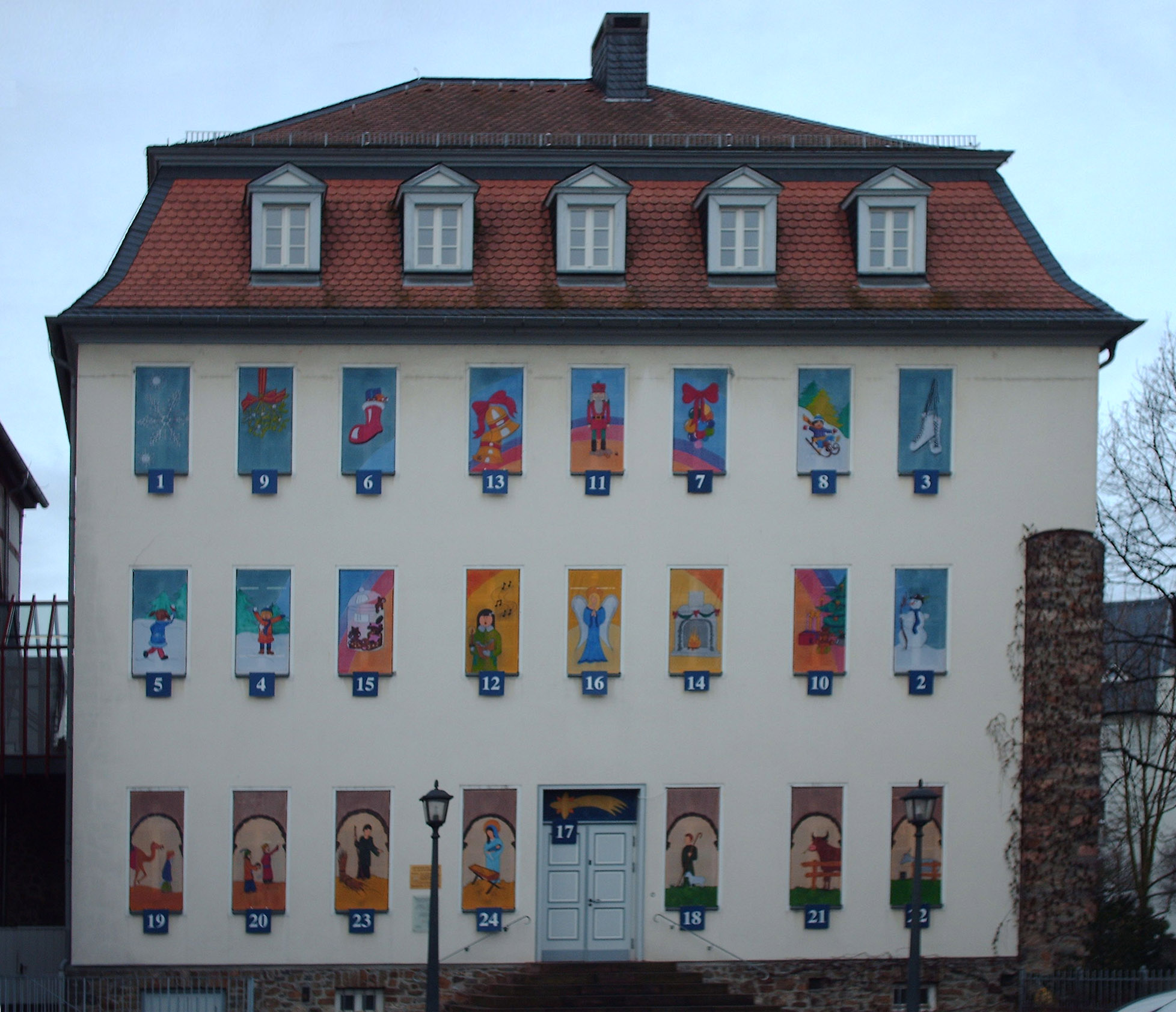
Một ngôi nhà với 24 ô cửa, trang trí như Lịch Mùa Vọng, mỗi ngày kéo 1 màn cửa lên

Tại phương Tây, một lịch Mùa Vọng là một lịch đặc biệt được sử dụng để đếm hoặc kỷ niệm những ngày chờ đợi đến lễ Giáng sinh. Lịch Mùa Vọng hiện nay thường bắt đầu từ ngày 01 tháng 12 cho đến ngày 24 tháng 12, đôi khi có loại lịch có thể bắt đầu khác đi, bắt đầu từ Chủ nhật Mùa Vọng đầu tiên, sớm nhất là ngày 27 tháng 11 và trễ nhất là 03 tháng 12.
Lịch thường mang hình thức của một thẻ hay tấm bảng hình chữ nhật lớn với "cửa sổ" trong đó thường là 24 cửa sổ, một cửa sổ cho mỗi ngày của tháng 12 dẫn đến ngày Giáng sinh. Các cửa sổ thường có đánh số và sắp đặt không theo thứ tự (cho người phải tìm chút ít), khi mở để lộ phía trong là một hình ảnh, bài thơ, một phần của một câu chuyện (chẳng hạn như câu chuyện về Giáng sinh của Giêsu) hoặc một món quà nhỏ, chẳng hạn như một đồ chơi hoặc sô-cô-la (có thể lịch là một hộp sô cô la, với 24 ô khoét sẵn).
Phong tục này được xem là bắt đầu của Giáo hội Luther Đức, từ đầu thế kỷ 19. Thời đó, nhiều gia đình thường gạch 24 gạch phấn trắng lên cửa, và mỗi ngày xóa đi 1 gạch, hay là thắp 1 hàng nến, hay là mỗi ngày dán những tranh ảnh tôn giáo lên tường. Theo Viện Bảo tàng Bang Niederösterreich, lịch mùa Vọng làm bằng tay đầu tiên có từ năm 1851, lịch in đầu tiên được phát hành tại Hamburg vào năm 1902 hay là 1903.

## Chúa nhật đầu tiên trong Mùa Vọng
- 2015: 29 Tháng 11 năm 2015
- 2016: 27 Tháng 11 năm 2016
- 2017: 03 Tháng 12 năm 2017
- 2018: 02 Tháng 12 năm 2018
- 2019; 01 Tháng 12 năm 2019
- 2020: 29 Tháng 11 năm 2020
- 2021: 28 Tháng 11 năm 2021
- 2022: 27 Tháng 11 năm 2022
- 2023: 03 Tháng 12 năm 2023